# Paolo Marcello Del Mare
Paolo Marcello Del Mare (né en décembre 1734 à Gênes, en Ligurie et mort le 17 février 1824 à Pise) était un théologien catholique italien.

## Biographie
Paolo Marcello Del Mare naquit à Gênes en 1734, d’une famille de négociants juifs. A l’âge de dix-neuf ans, il se convertit à la religion catholique et eut pour parrain le marquis Marcello Durazzo. Il se destina ensuite à l’état ecclésiastique et alla étudier à Rome, puis à l’abbaye de Subiaco. Après avoir célébré sa première messe, en 1758, à Rome, il entra dans une communauté de prêtres génois qui se préparaient aux missions. Il y fit de fortes études et fut choisi, en 1783, par le grand-duc Léopold pour enseigner la théologie à l’Université de Sienne ; quatre ans plus tard, il occupait à Pise la chaire d’Écriture Sainte. Mais il fut bientôt écarté, parce qu’il inclinait au jansénisme, et tous ses écrits furent mis à l’Index. Del Mare persista dans ses opinions ; mais, le 5 novembre 1817, il se rétracta par un acte signé qu’il remit à l’archevêque de Pise. Il mourut le 17 février 1824, à l’âge de 90 ans.

## Œuvres
- Six lettres de finale. Cet écrit est une défense du Catéchisme de Pierre-Sébastien Gourlin, qui fut réimprimé à Gênes sous le titre d’Education chrétienne, ou Catéchisme universel, 1779, 3 vol. in-8°, édition à laquelle Del Mare avait eu beaucoup de part et qui fut vivement censurée par la cour de Rome.
- De locis theologicis, Pise, 1789.

La biographie de Del Mare a été écrite par Giuseppe Baraldi dans ses Memorie di religione, di morale e di letteratura, Modène, 1824, p. 314-20.